# Neo Turf Masters
Neo Turf Masters est un jeu vidéo de golf développé par Nazca et édité par SNK en 1996 sur Neo-Geo MVS, sur Neo-Geo AES et sur Neo-Geo CD (NGM 200),,.

## Réédition
- Console virtuelle (Japon)